# Sarah Harding
Sarah Nicole Harding (tên khai sinh Sarah Nicole Hardman; sinh ngày 17 tháng 11 năm 1981 - mất 5 tháng 9 năm 2021) là một ca sĩ-nhạc sĩ, kiêm diễn viên và người mẫu ảnh nước Anh và là một thành viên của nhóm nhạc pop Girls Aloud, cô cùng với nhóm nhạc được chương trình truyền hình thực tế Popstars:The Rivals  từ đó đã trở thành một trong những ngôi sao giải trí đạt được thành công liên tục và tích lũy một tài sản lên đến 25 triệu bảng Anh vào tháng 5 năm 2009. Năm 2010, cô bắt đầu bước vào sự nghiệp hát solo.

## Tiểu sử

### Thiếu thời
Harding sinh ra ở vùng Ascot, Berkshire. Cô lớn lên, cùng với hai anh em và cư trú ở Staines, Surrey, sau đó đến Stockport, Manchester. Cô sinh trưởng trong một gia đình có truyền thống âm nhạc, cha cô là John Adam Hardman, người đã giới thiệu cô đến phòng thu khi còn nhỏ. Lúc lên 15 tuổi, cha cô ly thân, cha mẹ sau đó đã ly dị và cô không còn liên lạc với cha. Cô lớn lên và làm nhiều công việc, Sarah cũng từng đi lưu diễn Tây Bắc nước Anh biểu diễn tại các quán rượu, các hộp đêm, công viên để kiếm sống.

### Thành công

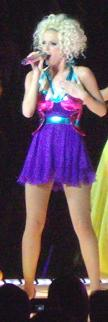
Sarah Harding vào năm 2008

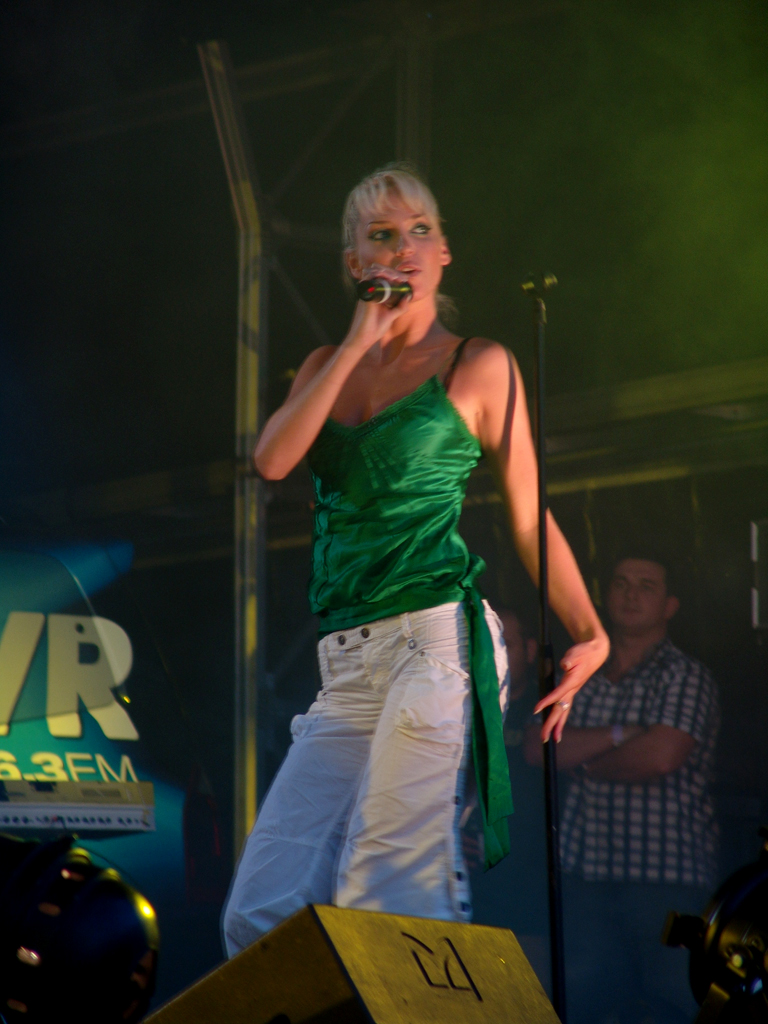
Sarah Harding trong một buổi biểu diễn trực tiếp

Năm 2002, cô quyết định thử giọng cho Popstars, sau đó cùng với 04 thành viên nữ khác thành lập nhóm Girls Aloud, từ đó liên tiếp gặt hái nhiều thành công. Sarah Harding có một vẻ đẹp cá tính và quyến rũ và là "quả bom" tóc vàng nổi nhất của Girls Aloud với thân hình gợi cảm và có một mái tóc vàng quyến rũ, cô từng được bầu chọn là một trong 10 phụ nữ quyến rũ nhất hành tinh của FHM và trở thành gương mặt mới cho hãng đồ lót danh tiếng Ultimo. Sarah sẽ xuất hiện trong bộ sưu tập đồ lót thu đông bao gồm các mẫu thiết kế nội y mới nhất và các trang phục mặc nhà dành cho lứa tuổi từ 16 tới 30. Sau đó cô đã chuẩn bị và bước ra hát solo, đây cũng là một phần nguyên nhân làm cho nhóm nhạc này tan rã.
Về phần đời tư, cô kiên quyết khẳng định không lao vào vòng xoáy rắc rối như ca sĩ Britney Spears (đang có tai tiếng trong giai đoạn này), cô tự tin rằng mình có đủ khả năng kiểm soát cuộc sống của mình. Đến nay cô vẫn chưa lập gia đình.

### Sự nghiệp solo
Từ năm 2009, Sarah Harding đã có kế hoạch tách ra khỏi nhóm để khởi nghiệp solo, cô đang bắt tay cộng tác cùng Filthy Dukes trong bản soundtrack của bộ phim sắp ra mắt "Wild Child" Bộ soundtrack của "Wild Child" là một album hay với sự góp mặt của nhiều tên tuổi lớn như Rihanna, Robbie Williams và Nelly Furtado. Và Sarah Harding cũng không phải thành viên duy nhất trong nhóm đang có những kế hoạch hợp tác bên ngoài. Cheryl Cole trong giai đoạn này cũng đang hợp tác với nam ca sĩ William trong track Heartbreaker trong khi Nadine Coyle cũng có ý định tách ra hát solo. Và đến năm 2010, cô đã có bước phát triển mới trong sự nghiệp solo.